# 못말리는 감자맨
《못말리는 감자맨》(일본어: キッチンぱにっく)은 팬서 소프트가 1998년에 발매한 액션 게임이다. 일반 스테이지 30판 + 보너스 스테이지 6판이며 횡스크롤 게임이다. 주인공인 포테토와 그를 방해하는 적들이 모두 귀여워서 아이부터 어른까지 재밌게 즐길 수 있는 게임이라고 공식 홈페이지에서는 설명하고 있다.